# TSV 1861 Nördlingen
Der TSV 1861 Nördlingen ist ein deutscher Mehrspartenverein aus der bayrisch-schwäbischen Stadt Nördlingen. Er wurde ursprünglich 1861 als TV Nördlingen gegründet. Seit der Fusion mit dem Fußballverein VfR Nördlingen im Jahr 1938 trägt er seinen heutigen Namen. Der bedeutendste Sportler aus den Reihen des Vereins ist der ehemalige deutsche Fußballspieler Gerd Müller, der bereits beim TSV seine Torgefährlichkeit unter Beweis stellte (allein 180 Tore in der Saison 1962/63). Mit dem FC Bayern München, zu dem er im Sommer 1964 wechselte, gewann Müller zahlreiche nationale und internationale Titel und avancierte zum historischen Rekordtorschützen der Fußball-Bundesliga. Darüber hinaus wurde er sowohl Welt- (1974) als auch Europameister (1972).

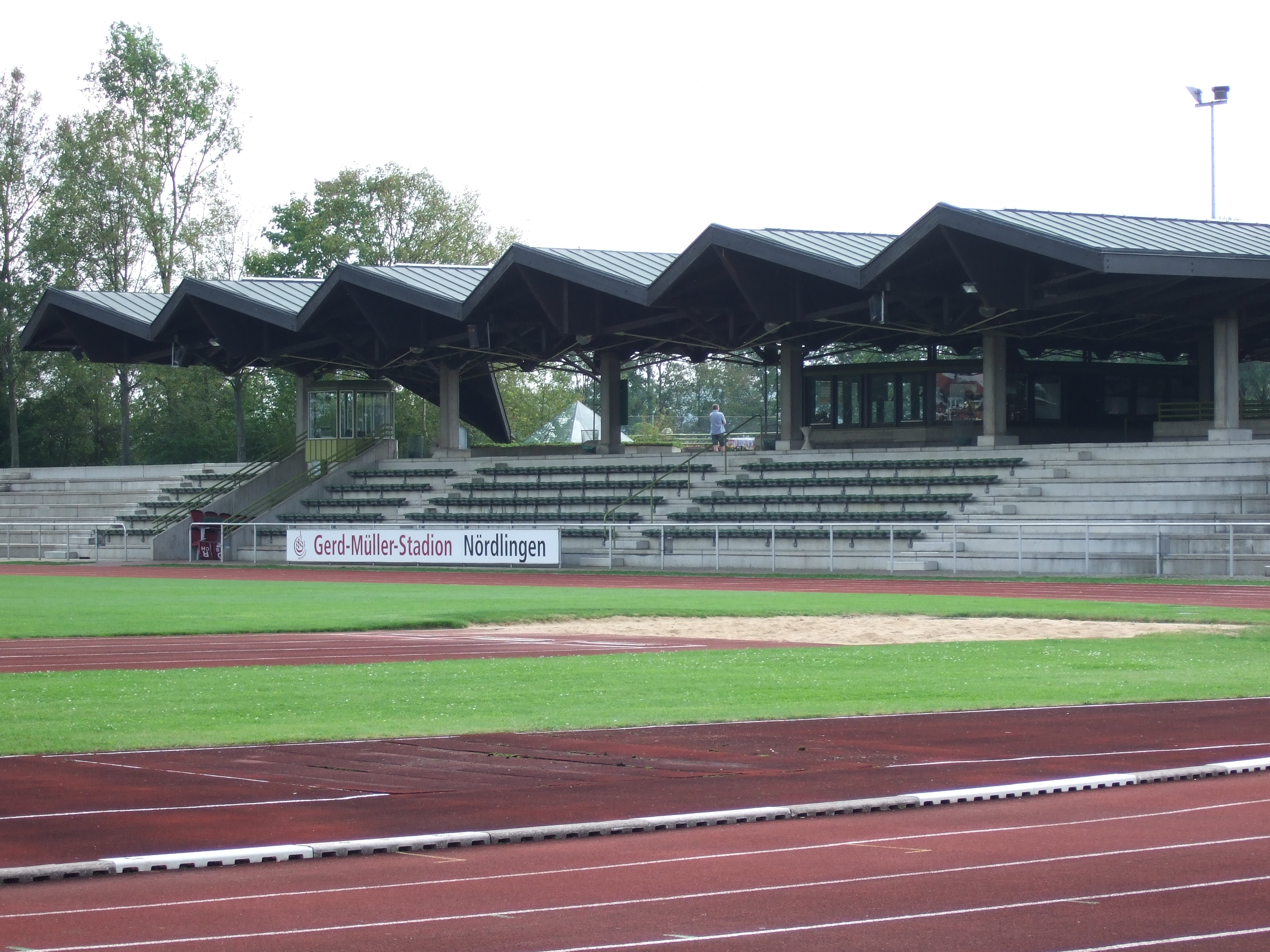
Gerd-Müller-Stadion

Überregional bekannt wurde der Verein durch seine Basketballabteilung. Die erste Männermannschaft, die Giants Nördlingen Basketball AG, die aus dem Hauptverein ausgegliedert und in eine Aktiengesellschaft umgewandelt wurde, spielte in der Saison 2008/2009 in der Basketball-Bundesliga (BBL) und ist aktuell in der Regionalliga-Südost vertreten. Die ehemalige Damen-Mannschaft spielt als BG Donau-Ries erstklassig. Ihre Heimspiele tragen beide Mannschaften in der 2000 Zuschauer fassenden Hermann-Keßler-Halle im Rieser Sportpark aus.
Der Fußballmannschaft des Vereins spielt im Stadion im Rieser Sportpark, das im Sommer 2008 nach Gerd Müller in Gerd-Müller-Stadion umbenannt wurde. Es fasst etwa 10.000 Zuschauer.

## Abteilungen
Badminton, Basketball, Behinderten- und Reha-Sportgruppe, Fechten, Fußball, Handball, Judo/Ju-Jutsu, Lauftreff-Triathlon, Leichtathletik, Rennradgruppe, Rugby, Stockschützen, Tischtennis, Turnen, Volleyball

## Bekannte Spieler
Gerd Müller, Rekordspieler des FC Bayern München (1964 bis 1979), spielte von 1958 bis 1963 in der Jugend und von 1963 bis 1964 in der Herrenmannschaft des TSV 1861 Nördlingen.